# Elciego
Elciego egy község Spanyolországban, Baszkföld Araba tartományában. Lakosainak száma 955 fő (2024).

## Földrajza
Elciego Baños de Ebro, Laguardia, Villabuena de Álava/Eskuernaga, Navaridas, Fuenmayor és Cenicero községekkel határos.

## Látnivalók
- Marqués de Riscal Szálloda

## Népesség
A település lakosságának változását az alábbi diagram mutatja:
| Lakosok száma | 932  | 926  | 932  | 1046 | 1045 | 1054 | 1005 | 1005 | 996  | 955  |
|               | 2001 | 2004 | 2006 | 2009 | 2011 | 2014 | 2016 | 2019 | 2021 | 2024 |